# Marouf al-Bakhit
Marouf El Bajit (en árabe: معروف البخيت) (Amán, 18 de marzo de 1947-7 de octubre de 2023) fue un general jordano. Fue primer ministro de Jordania (2005-2007 y 2011). Anteriormente fue embajador de Jordania en Israel y jefe de la Seguridad Nacional. Fue seleccionado primer ministro por el rey Abdalá II tras las protestas surgidas en 2011 durante la oleada de protestas en el mundo árabe de ese año.

## Educación
Bakhit se graduó con un bachiller en administración general y ciencias políticas en la Universidad de Jordania. Hizo una maestría en administración en la Universidad del Sur de California, y un doctorado en estudios bélicos en el King's College de Londres en 1990.

## Trayectoria militar
Marouf al-Bakhit proviene de la tribu jordana de Al-Abbadi. Ingresó a las Fuerzas Armadas Jordanas en 1964, y se graduó de la Real Academia Militar como subteniente. Se retiró en 1999, ya siendo mayor general.

## Trayectoria política
Bakhit ha servido como primer ministro en dos oportunidades: la primera del 27 de noviembre de 2005 al 25 de noviembre de 2007, y la segunda desde el 1 de febrero de 2011.

### Primer mandato
Bakhit fue seleccionado primer ministro por el Rey, a menos de tres semanas de los atentados del 9 de noviembre de 2005 en Amán, en los que fallecieron 60 personas y 115 resultaron heridas.
Después de dos años de intentar hacer reformas desde el parlamento, renunció debido a elección cuestionable. Fue sucedido por Nader Dahabi.

### Segundo mandato
Su segundo período de gobierno se inició en medio de unas protestas callejeras, en las que se exigía la renuncia del primer ministro Samir Rifai. Fue repuesto en su cargo el 1 de febrero de 2011, tras ser destituido su predecesor para evitar que la inestabilidad socavase la monarquía.